# Myotis findleyi
Myotis findleyi är en fladdermusart som beskrevs av Bogan 1978. Myotis findleyi ingår i släktet Myotis och familjen läderlappar. Inga underarter finns listade i Catalogue of Life.
Artepitet i det vetenskapliga namnet hedrar zoologen James S. Findley som undersökte fladdermöss av släktet Myotis.
Denna fladdermus förekommer endemisk på de mexikanska Islas Marías öarna i södra Californiaviken. Arten hittades i området kring vattenpölar. Antagligen har den samma levnadssätt som andra släktmedlemmar.
Myotis findleyi är med en absolut längd (med svans) av 7,1 cm, med 2,9 till 3,3 cm långa underarmar och med en vikt av upp till 3 g en av de minsta arterna i släktet. Den har i genomsnitt en 2,6 cm lång svans, 0,7 cm långa bakfötter och 1,2 cm stora öron. Pälsfärgen på ovansidan varierar hos de flesta exemplar mellan mörkbrun och svart. Några individer har ljusare brun päls.
Liksom hos Myotis nigricans carteri är hårspetsarna tydlig ljusare än hårens andra avsnitt. Flygmembranen är inte svart som hos Myotis californicus utan brun och lite genomskinlig. Dessutom har Myotis findleyi en liten jack i hälsporren (calcar). Även öronen har ett litet snitt nära huvudet. Tårna vid bakfoten bär några hår och svansflyghudens undersida är täckt med päls.
Flera exemplar fångades med slöjnät ovanför vattenpölar och vattendrag och det antas att de jagar där insekter.
På öarna introducerades betande djur som kan skada träd och buskar. Det är oklart om fladdermusen påverkas. Några exemplar kan dö i samband med orkaner. IUCN kategoriserar arten globalt som starkt hotad.